# República de Cunani
La República de Cunani o República Independiente de la Guayana fue un Estado no reconocido fundado en 1886 por los habitantes de la Cunani con algunos aventureros franceses y esclavos fugitivos en una enorme área disputada de 350 000 km² entre Francia y el Imperio del Brasil. Esta república, presidida desde París por el periodista Jules Gros, no fue reconocida por Francia ni por Brasil.
Francia exigió el arbitraje de Suiza para establecer la frontera entre la Guayana Francesa y la Guayana Neerlandesa (ahora Surinam), que aceptó reconocer el curso del límite establecido por el Tratado de París de 1814. El curso del río Lawa se convirtió en la línea fronteriza entre los dos países.
El 1 de diciembre de 1900, la comisión suiza decidió delimitar la zona disputada por el río Oyapoque que conduce al cabo Orange y separa las zonas francesa y brasileña. Brasil se anexó el territorio de Cunani que lleva el nombre de Aricari.

## La Primera República (1886-1887)

Bandera utilizada en la primera república, con una bandera francesa en el cantón
Escudo de la primera república

Jules Gros (1829-1891), un periodista poco conocido y miembro de la Sociedad Geográfica de París, fue nombrado subsecretario de Estado para el Desarrollo Económico en la Guayana Francesa en 1883. Conoció a Jean Ferréol Guigues, un explorador borgoñón de Mâcon, que exploró la Guayana Francesa a principios de la década de 1880, y le dijo que había encontrado minas de oro en la región. Con un amigo suizo, Paul Quartier, Guigues formó una compañía, de la cual Jules Gros era el secretario. El negocio fue exitoso y trajo mucho dinero. Guigues y Quartier se establecieron en Cunani, un pequeño pueblo en la costa entre los estuarios del Oyapoque y Araguari. El jefe de Cunani en ese momento era el capitán Trajano Benítez. En el territorio brasileño los pueblos de Calçoene y Amapá, entre otros, tenían una gran población negra que deseaba ser administrada por Francia, donde la esclavitud había sido abolida.

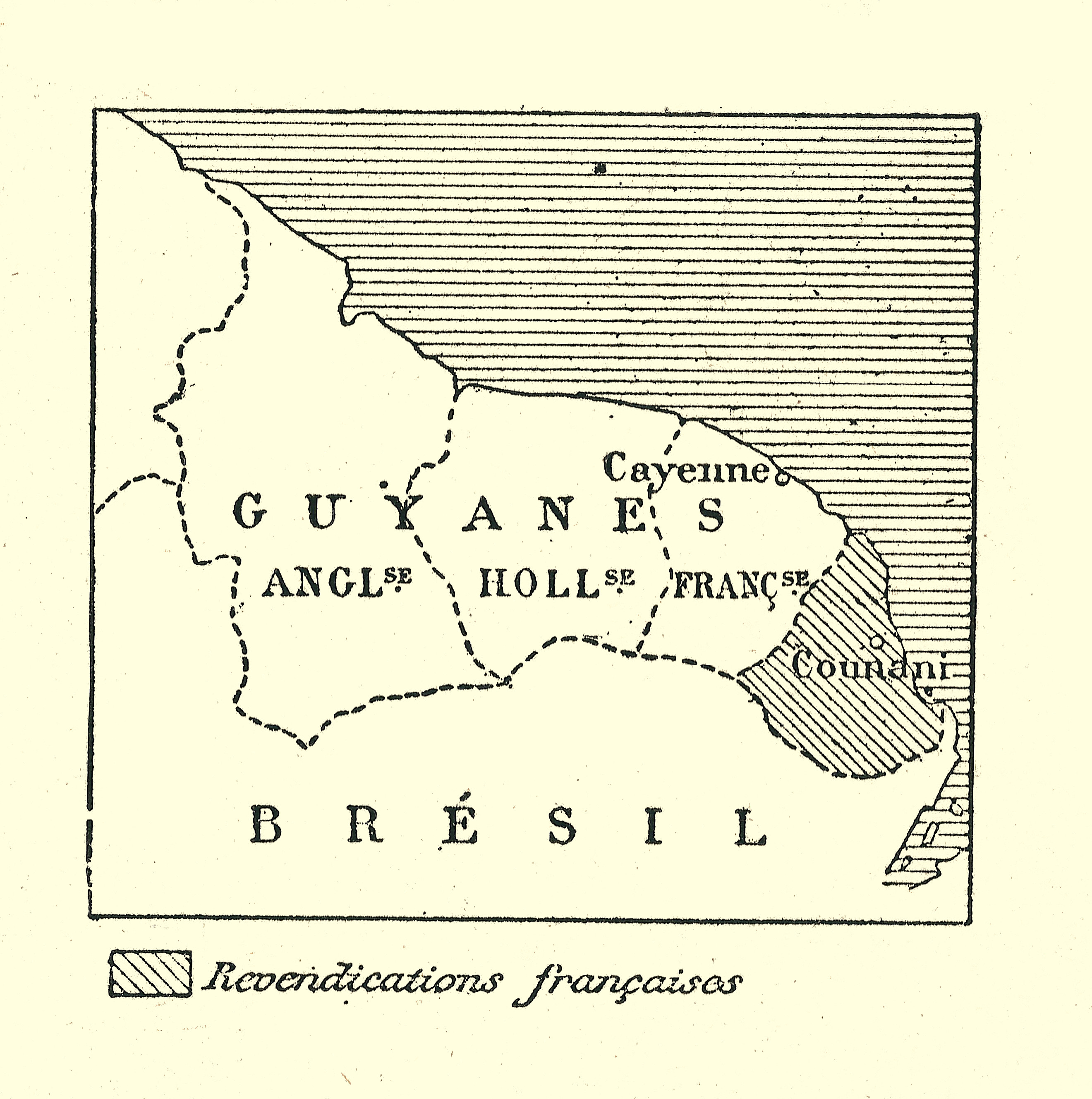
Mapa de las Guayanas Británica, Neerlandesa y la Francesa. La región de Cunani Francesa se muestra rayada.

De hecho, el problema territorial entre Francia y Brasil data del Tratado de Utrecht de 1713. Varias veces, el Brasil quiso afirmar su soberanía sobre Cunani apoyando varias rebeliones contra Trajano Benítez. Este último le pidió a Francia que protegiera a Cunani, pero sin éxito. Trajano Benítez comenzó a tener problemas con los habitantes de la región.
Su teniente era Nunato de Marced, cuya hija se había casado con Paul Quartier. Sugirió a su padrastro crear un nuevo estado independiente bajo protección francesa. Quartier y Guigues tuvieron la idea de vender acciones de minas de oro - inexistentes - Cunani en Francia y hacer una fortuna. La república fue proclamada el 23 de julio de 1886. Guigues fue nombrado presidente del Consejo y Quartier ministro de las obras públicas.
La república adoptó un lema (Libertad y Justicia) y una bandera. Jules Gros, secretario de la compañía con sede en Francia, es nombrado presidente vitalicio de la República de Cunani, bajo el título de Gros I.
Guigues regresó a Francia, pero su falta de discreción respecto a este estado fantasma despertó la atención del gobierno francés, que señaló el problema de la frontera entre Francia y Brasil y afirmó que nadie podía proclamar una República. Guigues afirmó que Cunani era solo una "colonia libre" que exigía la protección de Francia. Después de las protestas del Brasil, que desafió la intrusión de Francia en un territorio neutral, las autoridades francesas pusieron fin a la primera República de Cunani.

## La segunda república (1887-1895)
Sublevado por estos comentarios, Gros decidió revivir la República de Cunani y adoptó una nueva bandera. Al mismo tiempo, Quartier fue expulsado de Cunani y Trajano Benítez, que estaba en contra de la independencia, recuperó cierta influencia entre los habitantes.
El fin de la República de Cunani se acercaba. Sin embargo, en enero de 1888, Gros y Guigues estaban juntos de nuevo en Cunani, para dar la bienvenida a unos ingenuos empresarios ingleses. Jules Gros y Alexander McDonald fundaron un sindicato que proporcionó 99 años de tierras de Cunani para la extracción de recursos clave.
Gracias al dinero de la unión, Jules Gros y su familia salieron de París para Cunani el 8 de julio de 1888. Pero rápidamente, Gros se decepcionó al no encontrar El Dorado en la región. MacDonald pronto se dio cuenta de que Francia nunca había reconocido a la República de Cunani. Gros regresó a Francia, donde murió en 1891, pensando que todavía era el presidente de una República de Cunani.
El descubrimiento de oro en 1894 en la región de Calçoene reavivó el conflicto franco-brasileño. Francisco Xavier da Veiga Cabral, conocido como Cabralzinho, segundo jefe del triunvirato brasileño, reclama el territorio disputado. Francia y Brasil recurrieron al arbitraje de Suiza por la convención del 10 de abril de 1895. Brasil entonces anexó el territorio.

## Estado Libre de Cunani (1904-1912)

Bandera de Cunani entre 1904 y 1912.
Bandera de Cunani en los años 1990.

Unos años más tarde, otro francés, Adolphe Brezet se proclamó a sí mismo Presidente del Estado Libre de Cunani (micronación nombrada después de la segunda guerra bóer y la creación de un Estado Libre de Orange). El estado emitió sellos, una constitución y creó una nueva bandera. Pero su "mandato" estuvo marcado por numerosas actividades fraudulentas.